# Kristin Mürer Stemland
Kristin Mürer Stemland (Trondheim, 8 gennaio 1981) è un'ex fondista norvegese.

## Biografia
In Coppa del Mondo esordì l'8 marzo 2000 a Oslo (55ª) e ottenne la prima vittoria, nonché primo podio, il 14 dicembre 2003 a Davos.
In carriera prese parte a un'edizione dei Giochi olimpici invernali, Torino 2006 (12ª nella 10 km, 24ª nella 30 km, 19ª nell'inseguimento, 5ª nella staffetta), e a due dei Campionati mondiali (19ª nella 10 km a Sapporo 2007 il miglior risultato).

## Palmarès

### Coppa del Mondo
- Miglior piazzamento in classifica generale: 24ª nel 2004
- 5 podi (tutti a squadre[1]):
  - 2 vittorie
  - 1 secondo posto
  - 2 terzi posti

#### Coppa del Mondo - vittorie
| Data             | Località | Nazione  | Spec.                                                                       |
| ---------------- | -------- | -------- | --------------------------------------------------------------------------- |
| 14 dicembre 2003 | Davos    | Svizzera | 4x5 km (con Vibeke Skofterud, Marit Bjørgen e Hilde Gjermundshaug Pedersen) |
| 9 dicembre 2007  | Davos    | Svizzera | 4x5 km (con Kristin Størmer Steira, Vibeke Skofterud e Therese Johaug)      |